# Caere

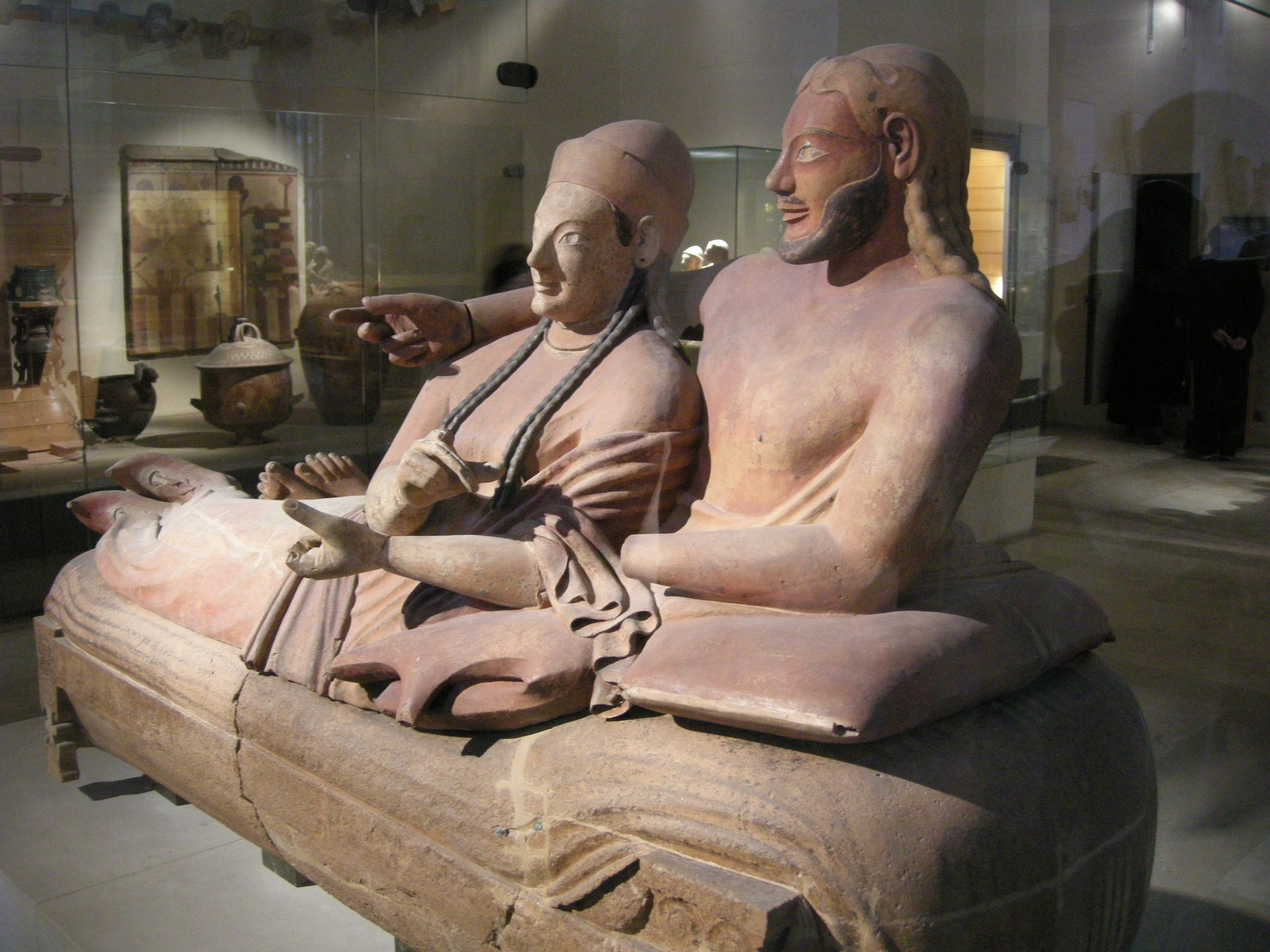
Sarcófago de los esposos, terracota policromada, circa 520–510 a. C. Procedente de la Necrópolis de la Banditaccia de Caere (Museo del Louvre).

Caere (griego antiguo Agilla/Άγυλλα) fue una antigua ciudad de Etruria, a poca distancia de la costa del mar Tirreno, junto a un río llamado Caeretanus Amnis (actual Vaccina) a menos de 50 km de Roma. Hoy es la ciudad de Cerveteri.
El territorio de la Caere independiente se extendía al sur, hasta el Tíber o cerca de este río, y limitaba con los territorios de Veyes (latín Veii) al este, y Tarquinia (Tarquinii) al norte. Al oeste tenía el mar y en la costa estaba su puerto, Pirgi. Probablemente Alsium era una ciudad dependiente. Artena estaba próxima al territorio de Veyes, pero parece claro que pertenecía a Caere. Por la parte de la costa era cruzada por la Vía Aurelia, que seguramente tenía una ramal que se desviaba hasta la ciudad. Otra vía llevaba de la ciudad a la Vía Clodia.

## Historia

Mapa con la situación de Caere y otras ciudades etruscas.

### Orígenes
Sus orígenes están envueltos en el mito. Dionisio de Halicarnaso menciona Caere entre las ciudades que como Pisa, Saturnia (Italia) y Also habrían sido tomadas por los pelasgos, aliados de los aborígenes, a los sículos o sicanos. Fueron precisamente los pelasgos, que llegaron desde la región griega de Tesalia, los que según la tradición la llamaron Agylla/Agila. Las fuentes también mencionan un origen tirrenio.
La ciudad fue fundada por los etruscos, quizá sobre una ciudad anterior. Fueron los etruscos quienes le dieron el nombre, que derivaría, según Estrabón del griego antiguo chaîre/kaire (khire o kairea), un grito de saludo a los invasores, que según José Velada Tejada y Jesús Gracia Artal, «es el resultado de un juego de palabras, que en su adaptación latina chaere, está próxima al nombre de la ciudad, Caere». En la historia de Eneas aparece la ciudad que los griegos siempre mencionan como Agila, gobernada por un rey de nombre Mecencio, un tirano cruel que extendió su poder hasta las ciudades vecinas. Ya el historiador Heródoto denominaba Agila a Caere. El nombre fue modificado a Cisra por los etruscos, como testimonian las láminas áureas encontradas en Pirgi, el puerto de Caere. Leyendas posteriores conectadas con el periodo etrusco, son recogidas por Virgilio en la Eneida.

### Siglos IX al VIIa.C.

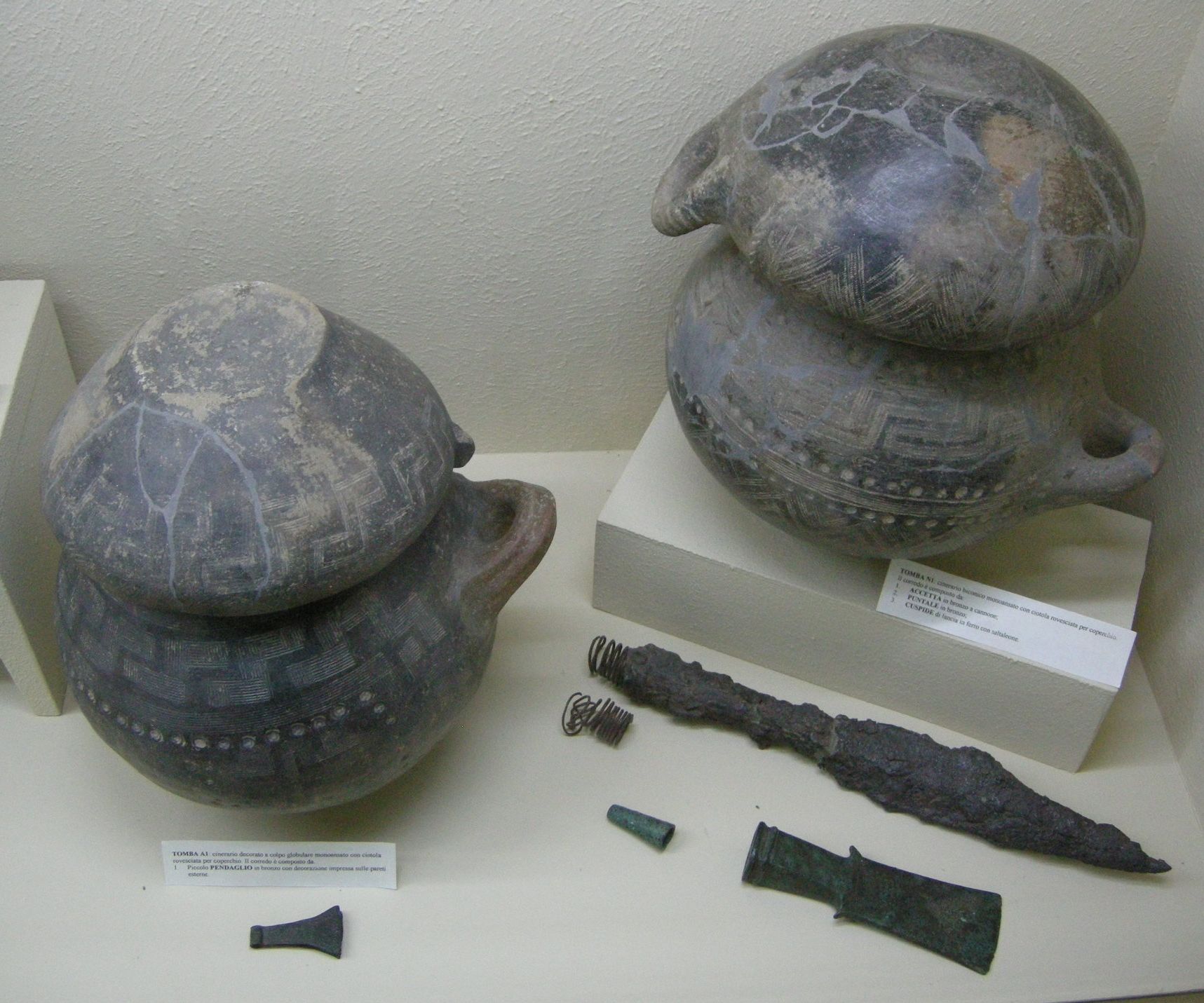
Urnas cinerarias villanovianas (s. IX-VIII a. C.).
Museo Guarnacci (Volterra).

Data probablemente de mediados del siglo IX a. C., es decir del periodo villanoviano, como han puesto de relieve algunas investigaciones arqueológicas, que han revelado la presencia de una ocupación estable de la zona con asentamientos (un poblado urbano modesto), y necrópolis etruscas, con tumbas de fosa para la cremación y para la inhumación.
Caere, como la gran mayoría de las ciudades etruscas, surgió de un asentamiento que pertenecía al área de influencia de la cultura de Villanova. En la península itálica la transición entre la Edad del Bronce y la del Hierro se caracteriza significativamente por la evolución de los enterramientos de inhumación, típicos de la cultura apenínica, a la progresiva implantación de la cremación, particularmente en las zonas que se adscriben a la cultura protovillanoviana y, más al norte, a las culturas de Golasecca y del Este. Son características de las culturas protovillanoviana y villanoviana las urnas funerarias bicónicas, con la tapa en forma de casco para los hombres y de tazón para las mujeres, acompañadas de vasos y otros objetos personales. Sin embargo, en Caere y en otras zonas del sur de Etruria y del Lacio, en el VIII a. C. se observa la aparición de urnas más elaboradas en forma de cabaña, que siempre pertenecen a guerreros masculinos a los que se supone un alto estatus dado el rito funerario especial, y que se podrían relacionar con la aparición de la figura del paterfamilias.

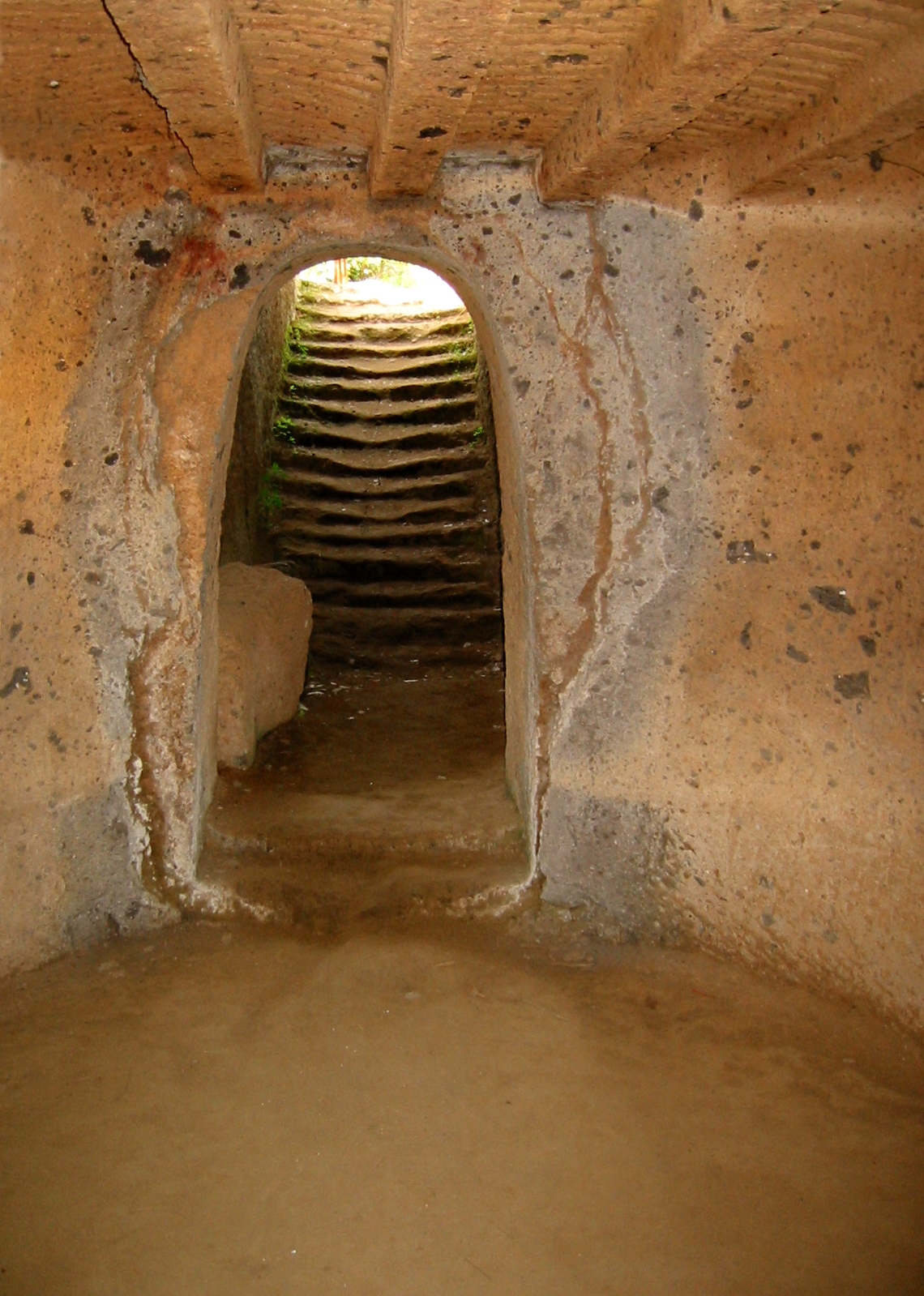
Escalera de acceso vista desde el interior de una tumba de cámara de la Necrópolis de la Banditaccia.

A finales del siglo VIII a. C., es cuando el poder de Caere comienza a destacar, sobre todo a costa de sus vecinas Tarquinia y Veyes, que junto con Vulci eran hasta entonces los centros predominantes de la Etruria meridional. Periodo de gran desarrollo que culmina a inicios del siglo VII a. C. En este momento la inhumación ya había vuelto a sustituir a la cremación como forma predominante de enterramiento, y aparece la tumba de cámara, que será el sepulcro preferido de la aristocracia etrusca hasta la total romanización al comienzo de la época imperial. Estas tumbas, que se agrupan normalmente bajo grandes túmulos como los de la necrópolis de la Banditaccia, indican la importancia creciente del grupo familiar o gentilicio. Signo también de la consolidación de una estable y rica aristorracia, son estas primeras tumbas de cámara, rodeadas después de túmulos, enterramientos que se extienden en más de 400 ha en torno a Caere, En el mismo sentido apuntan las pruebas epigráficas, que documentan en Caere el progresivo asentamiento de la fórmula onomástica bimembre, praenomen más gentilicio, a lo largo del siglo VII a. C.
Del crecimiento económico de Caere, son testimonio las importaciones de objetos preciosos y de prestigio de Oriente Próximo (en el periodo orientalizante).

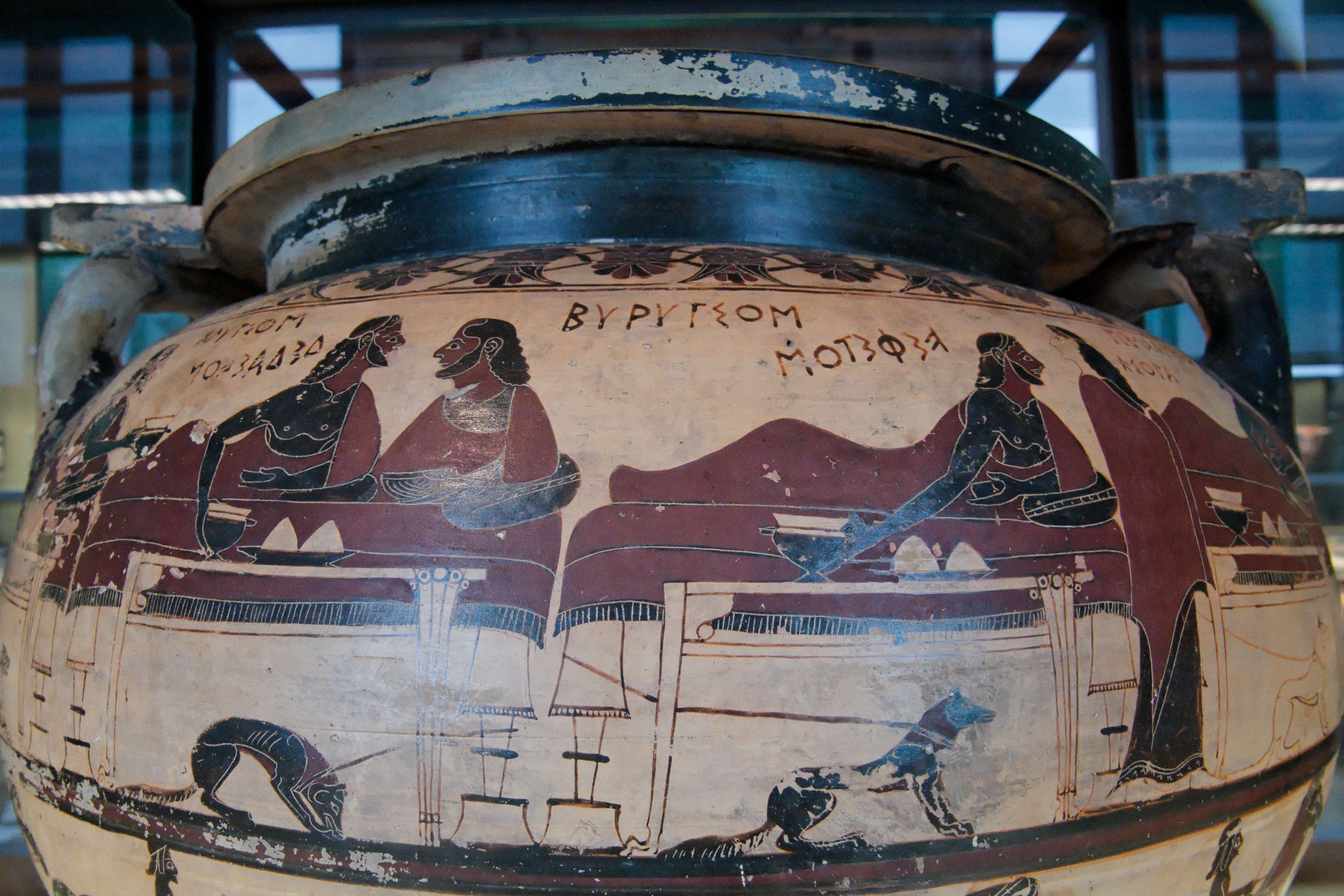
Euritión y Heracles en un simposio. Crátera de columnas corintia denominada Crátera de Éurito, circa 600 a. C.

También al siglo VII a. C. corresponde la llegada a Caere de ceramistas griegos, probablemente eubeos o cumanos y posteriormente corintios, que trabajaban en la tradición del modelo tardogeométrico y de los que en algunos casos, como el de Aristónoto de Calcis, conocemos incluso el nombre porque firmaban sus obras. Poco después aparece en Caere el bucchero, una pasta de tierra arcillosa negra que será típica en adelante de la cerámica etrusca de calidad, que se acabaría generalizando para la producción estándar y que se exportaba a los mercados de toda Etruria. En cuanto a la metalurgia, Caere destaca, junto con Tarquinia, en el campo de la toréutica. Se han hallado en las tumbas de Vetulonia y Palestrina objetos de metalistería, como calderos de bronce adornados con cabezas de leones y grifos, de tipos griego y oriental. También de Grecia se importó la técnica de la decoración arquitectónica en terracota y, sobre todo, el techado con teja de los edificios, como ponen de manifiesto las tumbas de la época, que reproducían fielmente la estructura real de las casas y en las que también se observa el uso de piedra, ladrillo crudo y una elaborada carpintería.

### SigloVIa.C.

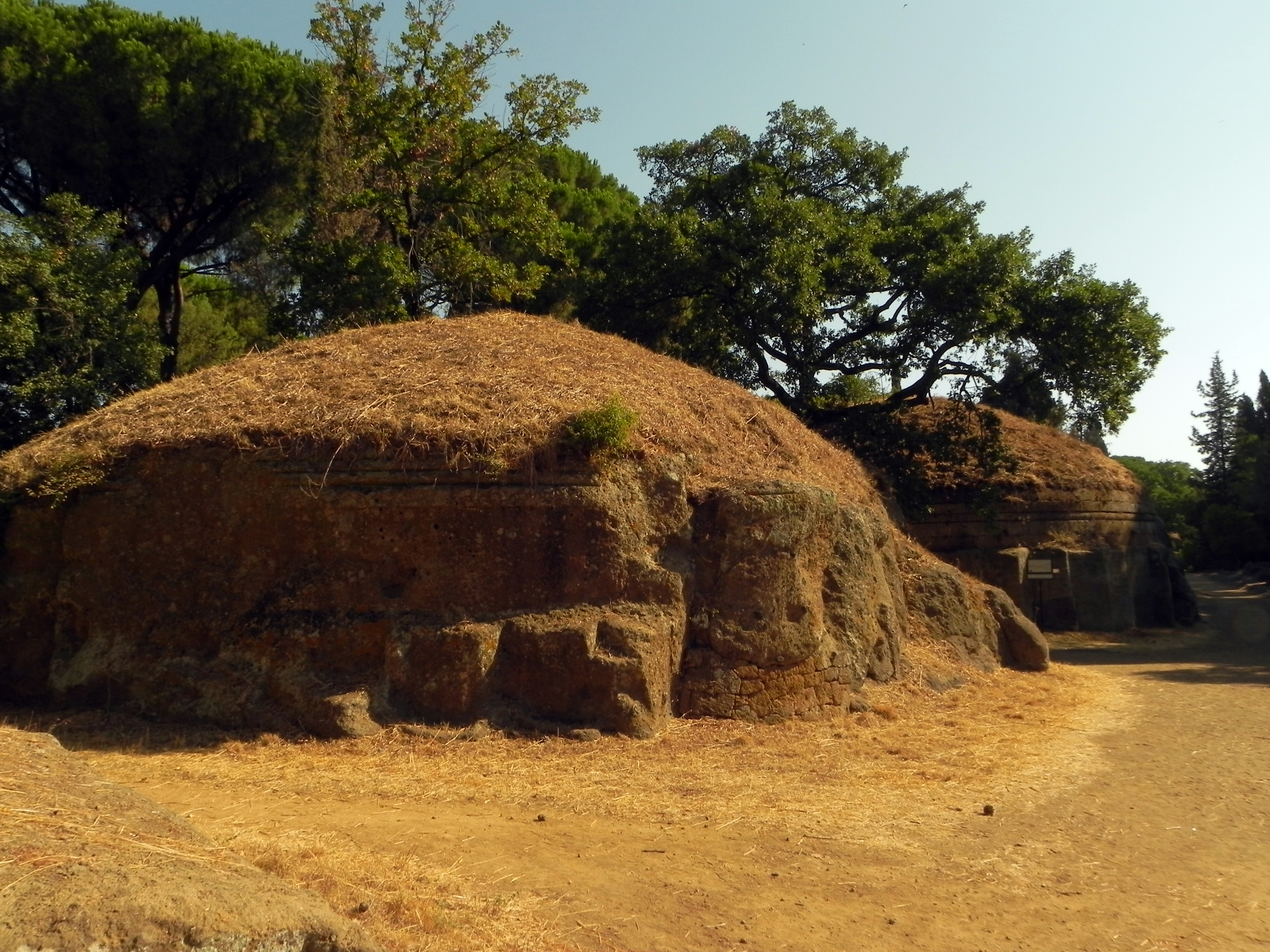
Túmulos.

En el siglo VI a. C. los grandes túmulos, con excepciones como el Túmulo Polícromo, son sustituidos por tumbas en forma de cubo de un modelo casi estandarizado, en las que las ofrendas fúnebres son bastante menos lujosas que en el siglo anterior. A este periodo corresponde también el predominio de los comerciantes jonios que importan, además de nuevos productos, estilos artísticos y costumbres orientales. Así aparecen en los emporios (como el de Caere, Pirgi, y en el de Tarquinia, Gravisca) santuarios dedicados a diosas que se relacionan con la actividad comercial o la fertilidad como Afrodita, Hera, Deméter, Fortuna o Mater Matuta. En particular Afrodita aparece bajo la forma de la diosa fenicia Ishtar, en templos que siguen la práctica heredada de Lidia y Babilonia de la prostitución sagrada. Esto se convirtió para los romanos en un tópico sobre los etruscos, recogido siglos después por Plauto y por Lucilio, que alude a las scorta Pyrgensia, las prostitutas de Pirgi. La relación de Caere con los ritos griegos era particularmente estrecha y, como el puerto adriático de Spina, poseía su propio thesaurôs en el santuario de Delfos. A partir de esta época se documentan en Caere nuevos pintores, coroplastas y broncistas procedentes de Jonia, o que trabajan en la tradición de la escuela griega, y que muchas veces realizan encargos en otras ciudades.
En el siglo VI a. C., las poderosas familias aristocráticas agileo-ceretanas que habían iniciado su expansión en el mar, encuentran en los cartagineses a los mejores aliados para frenar la intensa actividad griega en la costa tirrénica, de la que distaba 6 km Agila y dominaba alguna zona de dicho litoral. La guerra se desencadenó sobre todo contra los focenses. La noticia histórica sobre la batalla que los enfrentó la recoge Heródoto: es la denominada Batalla de Alalia que se libró entre el año 540 y 535 a. C. La flota de Agilas, la de otras ciudades tirrenias y la cartaginesa emprendieron una expedición naval con rumbo a aguas de Córcega, al mar llamado Sardonio (o Sardo, es decir el Mar de Córcega, actual Tirreno). Los focenses habían fundado en la costa oriental sarda la ciudad de Alalia veinte años antes. Los cartagineses y tirrenios se aprestaron a entablar combate. Los focenses equiparon sus naves y les hicieron frente. En el combate naval estos obtuvieron una victoria pírrica, con cuantiosas bajas en hombres y en barcos. Los marineros de las naves apresadas se los sortearon entre los cartagineses y los tirrenios, correspondiendo la mayor parte a los agileos, quienes dieron muerte a todos sus prisioneros. Desde entonces, diversas calamidades atribuidas a castigos divinos asolaron la ciudad hasta que se consultó el oráculo de Delfos y la Pitia les ordenó hacer las ceremonias que en la época de Heródoto (mediados del siglo V. a. C.) aun realizaban los agileos: funerales y sacrificios en honor de los prisioneros asesinados, un certamen gimnástico y ecuestre y otras ceremonias en su honor.
Cuando Roma fue atacada por los galos, los romanos enviaron a Caere sus pertenencias más apreciadas de carácter religioso. Eso sugiere unas relaciones entre ambas ciudades ya establecidas de antes que se caracterizaron durante largo tiempo por un espíritu de alianza y colaboración. Ya en la época de los reyes, Caere estuvo en guerra con Tarquinio el Viejo (616–578 a. C.), que les derrotó y saqueó su territorio; muerto Tarquinio, la ciudad de Caere se alió con Veyes y Tarquinia contra Servio Tulio.
En 509  a. C., tras el derrocamiento de la monarquía romana, el rey Lucio Tarquino el Soberbio y sus dos hijos mayores Tito Tarquinio y Arrunte se exiliaron en Caere. Más tarde, Caere ayudó a Roma contra los galos y ambas ciudades firmaron un tratado definido por Tito Livio como de «hospitalidad oficial» (ut hospitium publice fieret).
En una calle que partía de Caere, datable hacia finales del sigo VI a. C., aún quedan los surcos de las ruedas de los carros sobre el empedrado. Esta calle sinuosa e irregular, que se adentra en la necrópolis, flanqueada por túmulos y monumentos funerarios de tamaños y épocas distintas, fue racionalizada en cierto modo mediante un trazado ortogonal. Se ha hallado un cruce de calles que interseccionan en ángulo recto. A estas calles van a dar unas tumbas que presentan una fachada y una planta exactamente iguales. La planta está constituida por una habitación principal y, en ocasiones, una pequeña cella lateral.
En las láminas de Pirgi aparece Thefarie Velianas al frente del gobierno de Caere en los últimos años de este siglo.

### Siglos V y IVa.C.
La riqueza de Caere sufrió un serio revés en el transcurso del siglo V a. C., cuando el mundo etrusco entró en crisis por factores de índole política, social y bélica. En 474 a. C. Hierón I, tirano de Siracusa derrotó a la flota etrusca en las aguas de Cumas, cortando las posibilidades de comunicación entre la Etruria campana con la central y la toscana.
La ciudad fue atacada por Dionisio I de Siracusa (c. 430-367 a. C.), quien asoló las costas de Toscana con el objetivo de liquidar la piratería practicada por las ciudades tirrenas (etruscas). Dionisio desembarcó en Pirgi, el puerto de Agila, y saqueó el templo de Lucina donde hizo un gran botín; también saqueó el territorio de los alrededores.
Caere y Roma estuvieron vinculadas por un tratado de hospitalidad después de que se refugiasen en aquella los sacerdotes y vestales romanos durante la invasión gala de 390 a. C. Este suceso es relatado por Publio Valerio Máximo, quien subraya que «un agradecido recuerdo testimonia dicho gesto, tan piadoso y hospitalario de los ceretanos: los ritos sagrados pasaron a llamarse caeremoniae». La relación oficial de hospitalidad fue dictada, entre otras disposiciones, en un senadoconsulto a instancia de Marco Furio Camilo, tras la derrota que infligió a las fuerzas galas de Breno.
Sin embargo, cuando Caere asumió una actitud favorable a Tarquinia en la guerra que esta mantuvo contra Roma, los romanos no dudaron en intervenir con las armas y Caere fue obligada a una sumisión completa (353 a. C.), y hubieron de firmar una paz de cien años, que se acordó solo por los servicios pasados según Tito Livio o a cambio de la cesión de la mitad del territorio según Dion Casio. Parece que fue por esta época que recibió la ciudadanía romana, pero sin derecho de sufragio y la expresión «in tabulas Caeritum referre» era equivalente a una ciudadanía limitada (civitas sine suffragio). En todo caso fue la primera en recibir este estatus que los romanos ofrecieron muy limitadamente, y que parece que se consideró un honor cuando otras veces fue la imposición a consecuencia de una derrota.

### DelsigloIIIa.C.al final de la República romana
El desarrollo y la expansión económica de los que disfrutaba Caere desde mediados del siglo IV a. C. terminaron en torno al 273 a. C. cuando se rebeló frente a Roma: las consecuencias fueron la pérdida de toda la zona litoral, incluido el puerto de Pirgi  y la pérdida de autonomía para elegir a sus propios magistrados, evidenciado en un grafito encontrado en un hipogeo en el centro de la ciudad que menciona a un tal Cayo Genucio Clusino como pretor, magistrado procedente de Roma originario de Tarquinia.
En la segunda guerra púnica fue una de las ciudades etruscas que proveyeron suministros a Escipión el Africano, y se supone que en aquel tiempo aún era nominalmente independiente. Fue en esta época cuando las relaciones de Roma y de las ciudades de Etruria se reajustaron y estas se convirtieron en territorio romano.
Una vez perdida toda importancia política, Caere se convirtió en un pequeño municipio romano. Durante el resto de la República romana la ciudad entró en decadencia. En época julio-claudia se construyó el teatro y el Cesareón, de donde proceden estatuas de la familia imperial y el llamado trono de Claudio, en el que aparecen las personificaciones de Caere y de otras ciudades etruscas. Estrabón (siglo I a. C.-siglo I), dice que en sus tiempos era una ciudad insignificante que sólo tenía vestigios de una grandeza anterior, y que la vecina ciudad de Aquae Caeretanae (Bagni del Sasso), donde estaban los baños, tenía más habitantes que la ciudad antigua.

### Imperio romano y siglos posteriores
Durante el Imperio romano se recuperó ligeramente y fue municipio desde Augusto hasta Trajano. A continuación se empobreció rápidamente, hasta que el paludismo y las invasiones bárbaras obligaron a los ceretanos a refugiarse en el interior.
Continuó existiendo y en el siglo IV fue sede de un obispado y subsistió hasta el siglo XIII, en que la mayoría de la población, debido a las incursiones sarracenas, se trasladó a un nuevo emplazamiento que se llamó Ceri y el emplazamiento de la ciudad antigua, abandonada, fue conocido como Caere Vetus o Cerveteri, nombre que aún se conserva y cerca de la cual, en el monte llamado Banditaccia, se ven aun restos de la necrópolis y en la ciudad misma algunos restos de la muralla. En la necrópolis se han hallado algunas tumbas importantes y muchos objetos etruscos, griegos y romanos.

## Descubrimiento, excavaciones y hallazgos arqueológicos
En 1561, el fraile dominico Leandro Alberti supuso en su Descrittione di tutta Italia que la aldea de Cerveteri surgió sobre la antigua Caere. Su hipótesis contrastaba con la de otros estudiosos, para quienes Cerveteri correspondía al poblado medieval de Ceri.
En 1838, Luigi Canina, en su Descripción de la antigua Ceri, confirmó la tesis de Alberti, ofreciendo una planta aproximada de la ciudad etrusca y de su necrópolis. En aquel tiempo, Cerveteri era un poblado minero.
Así la describe G. Dennis:

estribaciones está recostado. Prosiguiendo el camino en aquella dirección, después de siete millas, nos encontramos entre este poblado y una torre solitaria sobre la costa, llamada torre Flavia. Aquí se atraviesa un río, conocido con el nombre de Vaccina; deteniéndonos sobre el puente, quizá recordaremos que este riachuelo tan insignificante ha sido honrado por el canto de Virgilio: es el Caereritis amnis de la Eneida. Junto a sus riberas acampó Tarconte con sus tropas etruscas, y Eneas recibió de la diosa, su madre, las armas divinas y el profético escudo historiado de las futuras glorias de Roma.
G. Dennis (1848). The Cities and Cemeteries of Etruria. Londres.

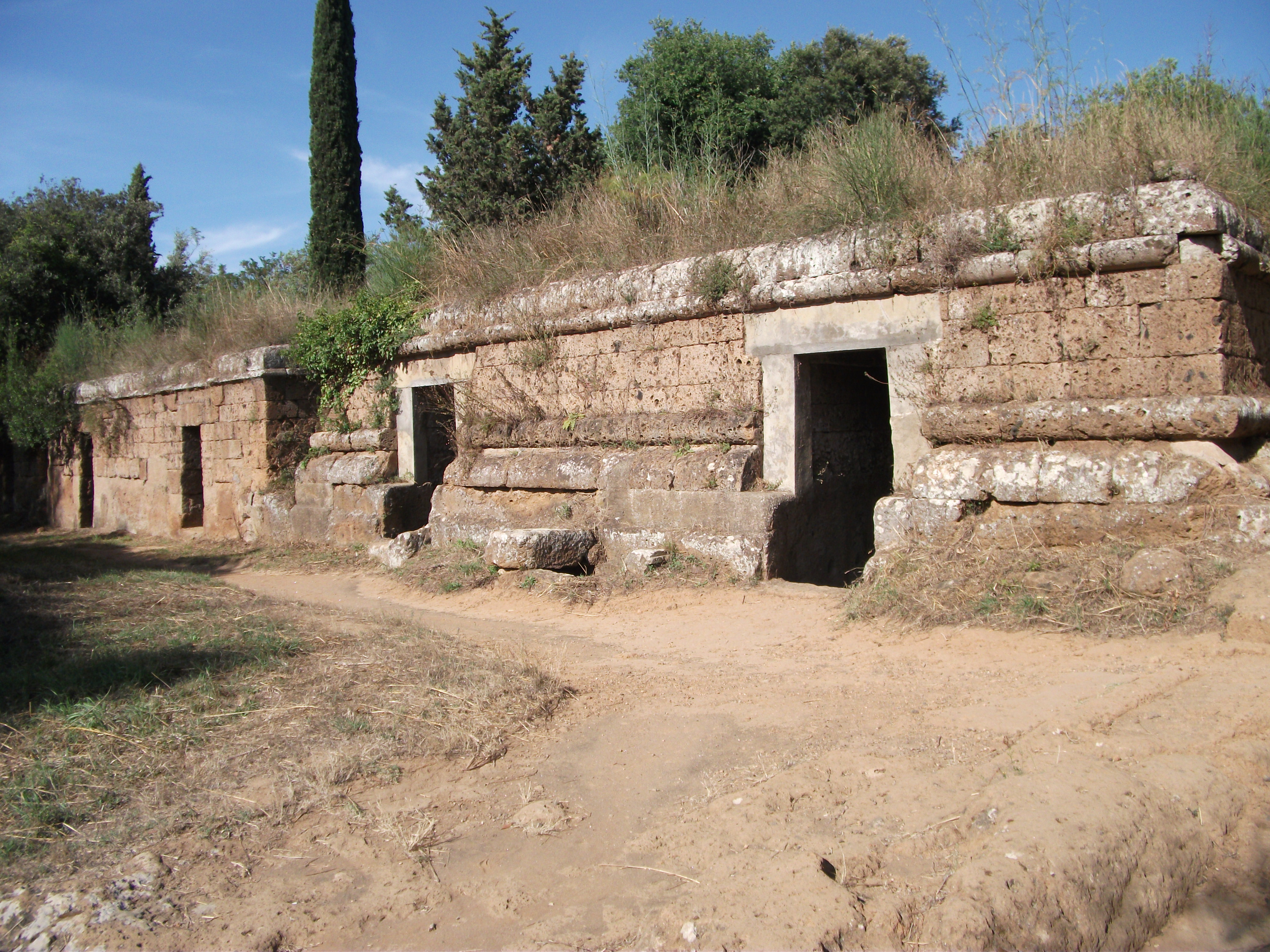
Tumbas rectangulares de Caere.
Necrópolis de la Banditaccia.

La ciudad antigua estaba situada, pues, en la zona de actual castillo (sede del Museo Nacional Cerite) y en el área del centro de Cerveteri. Fue reconstruida sobre una altiplanicie de toba, comprendida entre dos torreones, el Fosso della Mola y el Fosso del Manganello, que se unen al sur de la ciudad formando el Fosso Vaccina.
Estaba defendida en tres de sus lados por altos despeñaderos de toba creados por la erosión fluvial, y fortificada en la parte oriental con muros de grandes bloques de piedra. Llegó a cubrir una superficie de 148 hectáreas.
Los primeros hallazgos importantes tuvieron lugar en la década de 1830: al noreste de la ciudad, en la Necrópolis de la Banditaccia se abrió en 1834 la Tomba degli Scudi e delle Sedie (Tumba de los Escudos y de las Sillas). En 1836 se descubrió la Tumba Regolini-Galassi, intacta y con abundante material de estilo orientalizante.
De 1840 a 1846, el arqueólogo-coleccionista Giampetro Campana intensificó las excavaciones en el área de Caere. Obtuvo grandes resultados, como los mármoles y las estatuas del teatro romano. En Monte Abatone, al sureste de la ciudad, descubrió en 1845 el túmulo que lleva su nombre, el Túmulo Campana (Tumulus Campana).
En los siguientes años se hallaron más tumbas en la Necrópolis de la Banditaccia: Tomba dei Capitelli (Tumba de los Capiteles), Tomba dell'Alcova (Tumba de la Alcoba), Tomba dei Sarcofagi (Tumba de los Sarcófagos), Tomba dei Tarquini (Tumba de los Tarquinios), Tomba del Triclinio (Tumba del Triclinio), y en 1850 la Tomba dei Rilievi (Tumba de los Relieves), cuyas paredes estucadas reproducen con fidelidad los enseres propios de una rica casa etrusca.
Salieron a la luz numerosos enterramientos, de los que se extrajeron vasos griegos, sarcófagos figurados de terracota y lastras de terracota pintadas, cuyo destino fueron colecciones públicas y privadas. A la actividad de Campana siguió de 1860 a 1870 la de los hermanos Alessandro y Augusto Castellani, anticuarios y coleccionistas de arte.
En 1874, unas placas de terracota pintadas con motivos de la mitología griega fueron encontradas en la Banditaccia por los hermanos Boccanera. Las placas recibieron su nombre y se exhiben en el Museo Británico.
En 1911, el gobierno italiano confió a Raniero Mengarelli la excavación sistemática y científica. Durante 25 años de trabajo descubrió más tumbas, las más antiguas de las necrópolis de Sorbo y de Cava della Pozzolana; reabrió tumbas ya descubiertas, restauró restos arquitectónicos y halló en el área de Caere los restos de seis templos.
En 1951, Massimo Pallottino dirigió las excavaciones de la necrópolis de la Banditaccia. Desde 1956, la Superintendencia para los bienes arqueológicos de la Etruria Meridional (Soprintendenza per i beni archeologici dell'Etruria Meridionale) y la Fundación Lerici (Fondazione Lerici) en el trascurso de 20 años han individualizado numerosas tumbas y restos arquitectónicos y recuperando una notable cantidad de material, mediante prospecciones mecánicas, eléctricas y magnéticas.